# Ludwig Wilhelm zu Dohna-Lauck
Pour les autres membres de la famille, voir de Dohna.
Ludwig Wilhelm zu Dohna-Lauck, né le 24 février 1805 à Pultusk et mort le 10 mars 1895 à Berlin, est un fonctionnaire et homme politique prussien. Il est membre du Parlement de Francfort en 1848 et de la Chambre des représentants de Prusse en 1849 et 1859.

## Biographie
Dohna-Lauck est né le 24 février 1805 à Pultusk en Nouvelle-Prusse-Orientale, d'un père capitaine et propriétaire terrien. Après des études de droit à Königsberg de 1823 à 1826 où  il devient membre de la fraternité Pappenhemia, il commence sa carrière dans la justice comme stagiaire (Referendar) de 1828 à 1835 puis assesseur à la cour d'appel régionale de 1835 à 1838. En 1831, il se marie et devient propriétaire du domaine seigneurial de Wesselshöfen près d'Heiligenbeil. Par la suite, il occupe les fonctions de conseiller régional (Landschaftsrat) à Wesselshöfen de 1838 à 1842, d'administrateur (de) de l'arrondissement d'Insterbourg de 1842 à 1844, puis de directeur régional (Landschaftsdirektor) à partir de 1844. 
Membre de la diète de la province de Prusse à partir de 1845, Dohna-Lauck prend également part au Landtag uni de Prusse de 1847 à 1848. En 1848, il est élu député au Parlement de Francfort dans la 15e circonscription de la province de Prusse, représentant l'arrondissement d'Heiligenbeil. Il prend ses fonctions le 20 mai mais, bien qu'il vote avec le centre-droit, ne rejoint aucun groupe parlementaire. Il quitte le Parlement le 7 août pour être remplacé par Willibald von Kalckstein.
Dohna-Lauck est dans les années suivantes membre à deux reprises, en 1849 et en 1859, de la Chambre des représentants de Prusse, où il siège avec le centre-droit puis la fraction Vincke. Entremps, il est promu en 1853 directeur régional général (Generallandschaftsdirektor) de la province de Prusse, poste qu'il conserve jusqu'en 1859. Il meurt le 10 mars 1895 à Berlin, à 90 ans.
Dohna-Lauck est marié à Fanny Aronson. De ce mariage est née sa fille Friedrike comtesse zu Dohna-Lauck (née le 22 décembre 1832 au domaine de Wesselshöfen et morte le 8 avril 1910 à Fribourg-en-Brisgau), qui épouse le 28 juillet 1873 à Königsberg le futur président du district de Dantzig Wilhelm von Saltzwedel (de).